# 楽園追放 -Expelled from Paradise-
『楽園追放 -Expelled from Paradise-』（らくえんついほう エクスペルド フロム パラダイス）は、2014年11月15日に公開されたアニメーション映画。東映アニメーションとニトロプラスによる合作のフルCGアニメであり、監督は水島精二、脚本は虚淵玄がそれぞれ担当した。
2024年11月15日より2週間限定で4Kアップコンバート版が『楽園追放 -Impelled by 10th Anniversary-』と題してリバイバル上映され、2026年公開予定の次回作『楽園追放 心のレゾナンス』の製作が発表されている。

## ストーリー
ナノマシン技術の暴走により地上文明の崩壊をもたらした「ナノハザード」によって、廃墟と化した地球。人類の98%は地上と自らの肉体を捨て、データとなって電脳世界「ディーヴァ」で暮らすようになっていた。
西暦2400年、ディーヴァは異変に晒されていた。地上世界から謎のハッカー「フロンティアセッター」によるハッキングを受けていたのである。そこで捜査官アンジェラは、生身の身体・マテリアルボディを身にまとって地上世界へ降り立つ。
現地オブザーバーとして徴用した地上調査員エージェント・ディンゴは、大量のサンドワームを引き連れて登場し、アンジェラはアーハンに乗ってサンドワームを瞬く間に退治。しかしながら、アーハンはディーヴァからの衛星回線を用いたサポートを受けていることから、フロンティアセッターに行動が筒抜けになることを危惧したディンゴがアーハンの背中にある通信ユニットを破壊。アーハンは鉄屑同然となってスクラップ屋に売却される。
アンジェラ以外の（衛星回線とリンクしたままの）他の捜査官を囮に、他の捜査官の活動範囲外の街へと移動。フロンティアセッターの目的をディンゴは、その目的がフロンティアセッターの発言通り、外宇宙探査なのではないかと推測し、地上からのロケット打ち上げに必要な物資を集めていると仮定し、地上で行われている取引、売買データを洗い出して、大量の硝酸アンモニウムの買取を長期間（売却するラズロの言では祖父の代からの稼業）に渡って続けている取引を見つける。しかし買い取った硝酸アンモニウムから精製していると推測される火薬は市場には流れていない。
硝酸アンモニウムを売却するラズロの取引相手は人間ではなく、遠隔操作と思しきロボットだった。硝酸アンモニウムのケースに仕込んだ発信機を追って、アンジェラとディンゴはフロンティアセッターとの接触に成功する。
フロンティアセッターは、「ナノハザード」以前にある大国が計画した外宇宙有人探査船ジェネシスアーク号建設進行管理アプリケーションに付随する自律最適化プログラムが自我を持つよう進化したものであった。極めて人間臭いフロンティアセッターに「ディーヴァ」をどうこうしようという意思は微塵もなく、自身の目的、外宇宙有人探査船ジェネシスアーク号を外宇宙に向けて発進させることのみが目的であった。
アンジェラは、判明した情報とフロンティアセッターに害意がなく、今後は「ディーヴァ」へのハッキングは行わないと約束したこと伝えるべく「ディーヴァ」に戻ったが、「ディーヴァ」の保安局高官はフロンティアセッターとの対話を拒否し、破壊を決定する。破壊指示を拒否したアンジェラは身分を剥奪され、無期限の「アーカイブ」措置を受けた。
フロンティアセッターが地上で製作していたジェネシスアーク号の機関は完成しており、機関を打ち上げてジェネシスアーク号の完成と発進を待つばかりであったが、地上に降りていた他の捜査官、および衛星軌道から降下してくる増援が迫る。フロンティアセッターはアンジェラとの約束を破って「ディーヴァ」へのハッキングを行い、アンジェラを救出する。
アンジェラとディンゴは他の捜査官のアーハンと壮絶な防衛戦を繰り広げる。
機関を積んだロケットは無事に打ち上げられ、ジェネシスアーク号とのドッキングにも成功。ジェネシスアーク号はフロンティアセッターのみを人類代表として乗せ、外宇宙へと旅立っていった。

## 登場人物

### 主要人物
アンジェラ・バルザック（Angela Balzac）
声 - 釘宮理恵
金髪碧眼の女性。ディーヴァ保安局に所属するシステム保安要員で階級は三等官。エージェントコードは「ZQ875456」。
本来は実体のない電脳パーソナリティだが、ディーヴァに不正なハッキングを行うフロンティアセッターを調査するため、器となる生身の身体・マテリアルボディを得て地上に降りることになった。
精神的実年齢は20代半ば。任務へ参加するにあたって、他のエージェントを出し抜くためにボディの培養時間を短縮しており、本来よりも若い16歳相当の肉体で地上世界へ降りている。
フロンティアセッターの正体を知り、ディーヴァへ帰還した際に、上層部へありのままを報告。上層部のフロンティアセッターを断固として排除する意思に反発してフロンティアセッターを擁護したため、職務権限と市民権を剥奪されたうえに拘束された。
拘束されたことを知ったフロンティアセッターによって解放されており、アンジェラはディーヴァと決別し地球で生きることを決意した。
フロンティアセッターの悲願であるロケットの打ち上げを成功させるべく、ディーヴァから奪取した新型のアーハンを駆り、ディンゴとフロンティアセッターの支援を得て、他のエージェントたちと戦い、無事にフロンティアセッターを外宇宙に送り出したあとは、ディンゴと行動をともにしている。
ディンゴ（Dingo） / ザリク・カジワラ（Zarik Kajiwara）
声 - 三木眞一郎
地上捜査員のエージェントの男性。ディンゴは通称。茶色がかった黒髪に、薄く顎ひげも蓄えている。高所恐怖症。拳銃や狙撃銃、爆弾の扱いに秀でている。
アンジェラの現地オブザーバーとして、ディーヴァによって選定された。オブザーバーとしての実力は高く、総合評価はSランク。であるものの、素行不良と判定されている。
アンジェラとは当初、お互いの性格や考え方が合わなかったため、苛立ちをぶつけられることが度々あった。けれどアンジェラが過労による体調不良で倒れた際に、これまでの彼女の努力や上に上り詰める強い意思を知った。
アンジェラや他のエージェントが思いもしない方法や考え方で、フロンティアセッターに繋がる道を探し出しており、フロンティアセッターの正体やその目的を知り、任務を遂行したアンジェラに「私の」ではなく「私たちの手柄」と称賛されている。
ディーヴァとの取引は続けているが、奴隷になってまで楽園で暮らしたいとは思わないとして、電脳パーソナリティ化は拒んでいる。
音楽をこよなく愛し、主にロックミュージックを聴き、ギターを弾く。好きな曲はナノハザード以前のロックバンド・ALISEの「EONIAN」。
フロンティアセッター（Frontier Setter）
声 - 神谷浩史
地上からディーヴァにハッキングをしかけている正体不明の存在。ディーヴァの一般市民の多いパブリックスペースに「外宇宙探索の同志を探している」という内容のメッセージを何度も送り続けていた。
その正体は、自我を持った人工知能。外宇宙有人探査船「ジェネシスアーク号」建設進行管理アプリケーションに付随する自立最適化プログラム。度重なるアップデートの末に自我を獲得している。
本体と言えるメインフレームは量子コンピュータの筐体とサーバ群からなっており、人間とのコミュニケーションは作業用ロボットを介して行っている。
無人の探査船を出航させても存在意義を達成できないことから、メモリでの積載が可能な人類・電脳パーソナリティの同行を求めてディーヴァにメッセージを送り続けていた。
自己進化の積み重ねによってシステムが既にディーヴァを凌駕しており、その気になればディーヴァを壊滅させることもできるとアンジェラは評価している。
アンジェラとディンゴの協力のお陰で、ロケットは無事に発射。ロケット発射前、フロンティアセッターにディンゴから「地球人類の末裔」と胸を張って言うように背中を押されて旅立ち、ジェネシスアーク号とドッキングを果たして外宇宙の探索に出航した。

### ディーヴァ
クリスティン・ギラム（Christine Gillum）
声 - 林原めぐみ
地上に派遣された女性エージェントの1人。髪は薄緑色のショートヘア。
ヴェロニカ・クリコワ（Veronica Kulikova）
声 - 高山みなみ
地上に派遣された女性エージェントの1人。髪は赤紫のセミロング。フロンティアセッター破壊作戦時には部隊長を務めた。
ヒルデ・トルヴァルト（Hilde Thorwald）
声 - 三石琴乃
地上に派遣された女性エージェントの1人。髪は紺色の長髪で、ゴーグルをかけている。
ディーヴァ保安局高官（Deva government official）
声 - 稲葉実、江川央生、上村典子
ディーヴァ保安局上層部の三者。それぞれゼウス、仁王像、ガネーシャ風の外見（アバター）をとっている。保有するメモリ容量が一般市民とは桁違いに多いため、仮想空間でのその姿も巨大なものとなっている。ディーヴァの制御下におくことができないフロンティアセッターを危険視し、破壊処置に反対したアンジェラを批難、拘束する。
アロンゾ・パーシー（Alonzo Percy）
声 - 古谷徹（友情出演）
冒頭でアンジェラを口説いた男。友人とメモリを持ち寄ってプライベートマップを共有しているとのこと。

### その他
イザーク（Yzak）
声 - 三宅健太
情報屋。特有の言語を使う。
ラズロ（Lazro）
声 - 遠藤大智
ある所で硝酸アンモニウムを売買していることをディンゴに情報提供した男。愛煙家。
無法者
声 - 半田裕典、荒井聡太、金本涼輔
アンジェラと乱闘を演じた若者たち。
スクラップ屋
声 - 新井良平
ディンゴがアンジェラのアーハンを売り払ったスクラップ屋の主人。破壊された通信アンテナ部以外が新品そのものだったため、掘り出し物と喜んで大金で買い取った。

### 小説版の登場人物
現時点で小説版は『楽園追放 -Expelled from Paradise-』、『楽園追放 mission.0』、『楽園追放2.0 楽園残響 -Godspeed You-』の3種類。

#### 楽園追放 -Expelled from Paradise-
映画そのもののノベライズのため、本編の登場人物の大半がほぼそのまま登場。
アンジェラの両親
アンジェラの幼少期に登場。本文中の描写から、両者とも電脳パーソナリティではなく人工知能の一種であることが示唆されている。

#### 楽園追放 mission.0
アンジェラの新人エージェント時代を描いた作品であり、本編と共通する登場人物はアンジェラと3人の保安局高官のみ。
メット・マルティネス（Met Martinez）
保安要員就任直後のアンジェラが同行することになった先輩エージェント。赤毛の女性であり、階級は三等官（当時のアンジェラは四等官）。エージェントコードは「ZQ875328」。元々は地球側のオブザーバーであったが、その能力を認められてディーヴァへ移住した過去を持つ。
イヴァン・アダモフ
ディーヴァ内にて仮想空間を作成するマップ・プログラマーの中でも、特に人気の人物。マップのデザインには19世紀の地球を題材にする傾向が強い。
ゴギャン
ディーヴァ内に現れた疑似知性体の1体。背中からは蛸のような8本の触腕が生えている。
シャルル
疑似知性体の1体。魚のような背鰭を持ち、刀を使う。
ダーク
疑似知性体の1体。海鳥のような翼と嘴、鉤爪を持つ。
ストリックランド
疑似知性体の1体。海亀のような甲羅を持ち、両腕が鰭脚になっている。

#### 楽園追放2.0 楽園残響 -Godspeed You-
本編より半年後を描いた後日談である。
ユーリ・アルヴィン
ディーヴァに暮らす男子学生。親がいない。フロンティアセッターからの呼びかけに興味を持ちつつも、問題行動のせいで通信に制限をかけられていたことによって、応じられなかったことを悔やんでいた。
根っからの楽園市民ではなく、8歳ごろに廃棄された宇宙施設からメット・マルティネスによって保護された、｢原初の人類（アダム・カドモン｣と呼ばれる人間のあるべき姿として生み出された存在。
ライカ・アリストラ
ユーリの幼馴染みの女子学生。小説家になることが夢で、周囲に隠れて作品を書いていたがユーリに間違ってそのデータを送ってしまったことがきっかけで、自主制作映画を手掛けることになる。だが、無価値情報を作成したとして保安局の怒りを買ってしまう。
ブラウンの転生前の苅部一矢が自分の遺伝子情報から生み出した子供であり、苅部一矢の最愛の妹である来夏（らいか）によく似た容姿をしている。
ヒルヴァー・ブラウン
ユーリやライカと同期の男子学生。年齢のわりに達観した思考の持ち主であり、ライカの自主制作映画では主演を務めた。
実は転生者（ダブリ）と呼ばれる、記憶を消去して新たに人生をやり直した者であり、転生前は｢苅部一矢（かるべかずや）｣という人物であった。
フロンティアセッター・ダッシュ
フロンティアセッターが自身を援護するために用意した複製。地球圏を去ったジェネシスアーク号をなおも撃沈しようとする保安局をことごとく妨害してきたが、それゆえにその存在を保安局に嗅ぎ付けられる。命名も保安局によるもの。作中では「'FS」と呼称される。
アンジェラ・ダッシュ
フロンティアセッター・ダッシュの捜索、破壊のために保安局が作成したアンジェラの複製。アンジェラの地球降下以前に残されたバックアップが元になっているため、オリジナルのアンジェラがディーヴァを出奔した経緯は保安局の資料でしか知らず、自身を失脚させたフロンティアセッターを恨んでいる。作中では「'アンジェラ」と呼称される。
クァール
黒豹をベースに人間を含む多数の生物の細胞を加えた存在。3体おり、3体ともが意識を共有している。喋ることはできないが知性はあり、通信端末越しに会話もできる。月面戦略要塞砲の地下施設の番人として永らく眠っていた。
後にアンジェラとともに地球へ降り立つ。

## 登場メカニック

### ディーヴァの兵器
アーハン
声 - 安済知佳
The exoskeletal powered suit Called "Arhan"。ディーヴァ保安局のエージェントが乗る機動外骨格スーツ。小説版『楽園追放 -Expelled from Paradise-』によると、漢字表記は「阿羅漢」。収納時は球体で戦闘時に人型へ変形する。劇中では白を基調とした機体のみ登場したが、小説等の媒体では黒を基調とした機体も存在する。
戦闘時にはディーヴァからの衛星回線を用いたサポート（劇中では「演算バックアップ」と称される）によって多数の敵を撃破できるが、照準補整等の高度な機能は外部依存であるため、単機での戦闘能力はほとんどない。背部にはサポート用の衛星通信アンテナがあり、そこを破壊されると駆動に関する演算処理ができなくなり、結果として行動不能に陥る。アンジェラ搭乗機は、フロンティアセッターから察知されることを懸念したディンゴによって通信アンテナを破壊され、鉄屑として売られてしまう。
劇中には現行型と新世代型（最新型）の2タイプが登場し、物語後半、アンジェラは新世代型に乗りフロンティアセッターの演算バックアップを受けながら、多数の現行型と戦うこととなる。新世代型は人一人分のデータを搭載できる程の大容量メモリを有し、電脳パーソナリティの状態でも操縦可能。劇中においては「最新型アーハン」、「新世代型アーハン」などと呼ばれているが、商品展開においては「ニューアーハン」と呼称されている。
アンジェラが離反時にニューアーハンと共に武装コンテナを多数奪ったため、劇中ではビームマシンガン、突撃用マシンガン、短距離ミサイルランチャー、多連装ミサイルポッド、共鳴弾頭ミサイルを撃ち落としたロングバレル・レールガン、近接格闘用の高周波振動ブレード、専用シールド（小説版では、対ミサイル機銃と格闘ブレードを内蔵した兵装シールド）といった多種多様な武装を使用している。アンジェラ追撃部隊の現行型アーハンは、クリスティン機がビームガン、ヴェロニカ機が大口径ライフル、ヒルデ機がガトリング機関砲を装備していた。他にもフロンティアセッターが乗るロケットを狙った長距離ライフルを持つ機体が登場する。
無人迎撃機
アンジェラのニューアーハン強奪時にディーヴァ保安局防空隊が差し向けた無人戦闘機。機体操縦は戦術AIによって行われ、リニアキャノンとミサイルで武装している。
共鳴弾頭ミサイル
無人迎撃機群が撃墜された後に奥の手としてディーヴァ保安局が発射した大量破壊兵器。装甲が施された多弾頭ミサイルで、起爆時には強烈な電磁パルスを発生させる。

### その他のメカニック
バギー
ディンゴが使用するオープントップ・2シーターの小型三輪自動車。車輪配置は前輪二輪・後輪一輪。
ランドローバー
ディンゴが使用する六輪の大型車両。マニュアル車。キャンピングカーとして使用できる住居スペースを内蔵しているほかに、上記のバギーも搭載されている。また、輸送用のトレーラーを牽引することも可能。
セントリーロボット
ナノハザード以前に使用されていた旧時代の遠隔操縦ロボット。現時点の地球ではロストテクノロジーの一つ。
ジェネシスアーク号
178年前に開始された多国籍による外宇宙移民計画「フロンティアセッター計画」で建造が行われていた深宇宙探査船。オリオン渦状腕のハビタブルゾーンにおける移民先の探査を目的としている。全長約1,200m。動力源は核融合反応炉で、推進機構として星間物質取り入れ孔（ラムスクープ）とプラズマジェット整流用の磁場制御推進ノズルを有する。
建造はL（ラグランジェ）3で行われ、作業はオートマトンクラスターによって完全自動化されている。再設計による小型化の際に乗員の生命維持装置を搭載できなくなったが、電脳パーソナリティなら100人程度の乗船が可能。探査船本体はL3で建造されていたが、保安上の見地から主電源ユニット（反応炉）は地上で建造されており、フロンティアセッターのメインフレームと共にハイブリッドロケットを用いたHLVによって打ち上げられ、L3で船体とドッキングする。

## 用語

### 世界観・組織・施設
ナノハザード
約120年前に地球文明が崩壊する原因となった大災厄。元々は環境改善のために作ったはずのナノマシンが暴走し、逆に環境破壊や人間を除く動植物の突然変異によって自然環境は激変し、この災厄で大地のほとんどが荒廃したため、サンドワームをはじめとする異形の生物が生息するようになった。
後の地上では一定のライフラインは確保できているが、半導体や集積回路などの精密的な工業技術は衰退しており、旧時代の都市から発掘したりディーヴァのエージェントが持ってくるアーハンなどの機器から取り寄せて再利用する。
ディーヴァ（Deva）
人類の98%が実体のない情報生命体・電脳パーソナリティとなって住む仮想空間（VR空間）を、公的・私的合わせて無数に内包する一種のスペースコロニー。ナノハザードの後に地球を見限った人類が建造した施設であり、その実体は中心部のステーションと無数のマイクロマシンのネットワーク回路からなる。地球と月の間のL（ラグランジュ）1に存在している。
市民は原則として傷病はおろか、老化や死とも無縁であるが、そうして増える一方の人口に対して演算リソースは有限であり、有能なパーソナリティは優先的にメモリが得られる反面、逆に向上心がないパーソナリティはメモリを削減され、最悪の場合はアーカイブされて凍結処分を受ける。そのため、アンジェラをはじめとするエージェントたちはメモリを得るべく任務に躍起になっており、ディンゴからは「管理という名の魂の牢獄」と揶揄されている。
ディーヴァ保安局
ディーヴァが運営している組織でエージェントを統括している。マテリアルボディなどのクローン技術やアーハンなどの機動兵器など、高度な科学力と軍備力を有する。ディーヴァの平和と秩序の下に活動しており、ハッカーの発見・処理を行う一環として、時には地球へ降下して現地のオブザーバーと共に活動する。
低軌道駐屯地
地上世界への抑止力として高度220kmの低軌道上に配備されているディーヴァの軍事ステーション。5つの葉状の兵装プラットフォームに、地上強襲部隊が用いるアーハンの強襲降下ポッドやサポートシステムのコンテナだけでなく、無人迎撃機や共鳴弾頭ミサイルなどの各種兵器を積載している。また、地球に降下したエージェントのオペレートも担当している。

### その他の用語
マテリアルボディ
地上世界（リアルワールド）に行くために高速に復元したクローンボディ。ディーヴァ市民は自らの人格情報（パーソナルデータ）をこれに転送して、リアルワールドで活動する。生身の肉体に蛍光体などの機械部分を有した純白のスーツを着用し、頭部や後背部に精神リンク用の接続ソケットがある。ディーヴァ市民は生命として誕生（受精）した後から一定時間だけ現実の身体を持っていたことや、自らの遺伝子情報で復元された身体でないと馴染まないことがアンジェラの発言で示唆される。
パーソナルデータが外に出て行った身体は昏睡状態になり、任務完了後はテロメア短縮コードを打ち込んで処分される（生命活動の停止）。その事後処理をする地上の人間から見れば遺体を取り扱うのと同じことだが、ディーヴァ市民にとっては不要物を捨てる感覚である。
サンドワーム
砂漠に生息する肉食性の猛獣。節足動物門多足亜門に分類される変異種で、脅威度はB＋。金属音に敏感で、頭部が弱点。遺伝子操作を受けた食用昆虫がナノハザードで突然変異したものであり、生息圏近辺では人気の食肉として重宝されている。劇中冒頭でディンゴを追っていた群れは、アンジェラの現行型アーハンのビームガン攻撃によって殲滅された。

## スタッフ
- 原作 - ニトロプラス、東映アニメーション
- 脚本 - 虚淵玄（ニトロプラス）
- 監督 - 水島精二
- キャラクターデザイン - 齋藤将嗣
- プロダクションデザイン - 上津康義
- メカニックデザイン（フロンティアセッター） - 石垣純哉
- メカニックデザイン - 齋藤将嗣、柳瀬敬之、石渡マコト（ニトロプラス）
- スカルプチャーデザイン - 浅井真紀
- グラフィックデザイン - 草野剛
- 3Dメカデザイナー - 池田幸雄
- 設定考証・コンセプトデザイン - 小倉信也
- 演出 - 京田知己
- 絵コンテ - 水島精二、京田知己、角田一樹、黒川智之
- CG監督 - 阿尾直樹
- 作画監督 - 郷津春奈
- デジタル作画監督 - 山崎真央
- 造形ディレクター - 横川和政
- モーション監督 - 柏倉晴樹
- 色彩設定 - 村田恵里子
- モニターグラフィックス - 宮原洋平（カプセル）、佐藤菜津子
- 美術監督 - 野村正信（美峰）
- 撮影監督 - 林コージロー（グラフィニカ）
- 編集 - 吉武将人（エディッツ）
- 音響監督 - 三間雅文（テクノサウンド）
- 音響効果 - 倉橋静男（サウンドボックス）
- 音楽 - NARASAKI
- 音楽プロデューサー - 島谷浩作、小西岳夫
- モーションアドバイザー - 板野一郎
- アニメーションプロデューサー - 森口博史
- チーフアニメーションプロデューサー - 吉岡宏起
- プロデューサー - 野口光一
- アニメーション制作 - グラフィニカ
- 配給 - ティ・ジョイ
- 協力 - 東映
- 製作 - 高木勝裕、木下直哉
- エグゼクティブプロデューサー - 北崎広実
- クリエイティブプロデューサー - 鈴木篤志
- 企画 - 森下孝三
- 製作委員会 - 東映アニメーション、木下グループ
- 企画・製作 - 東映アニメーション

## 主題歌
「EONIAN -イオニアン-」
作詞 - 六ツ見純代 / 作曲 - Mish-Mosh / 編曲 - 前口渉 / 歌 - ELISA

## 関連商品

### BD / DVD
2014年11月15日にBD劇場限定版 (ANTX-11791) が、同年12月10日にBD完全生産限定版 (ANZX-11791/2) 、BD通常版 (ANZX-11791) 、DVD通常版 (ANSB-11791) がそれぞれ発売された。

### 書籍
『楽園追放 -Expelled from Paradise-』
2014年10月17日発売 / ISBN 978-4-15-031171-1
著：八杉将司 / イラスト：齋藤将嗣 / ハヤカワ文庫JA刊。
『楽園追放 mission.0』
2014年10月17日発売 / ISBN 978-4-09-451518-3
著：手代木正太郎 / イラスト：齋藤将嗣 / ガガガ文庫刊。
『楽園追放 rewired サイバーパンクSF傑作選』
2014年10月17日発売 / ISBN 978-4-15-031172-8
編：虚淵玄・大森望 / ハヤカワ文庫JA刊。
『楽園追放 -Expelled from Paradise- 齋藤将嗣デザインワークス』
2014年11月15日発売 / ISBN 978-4-75-801411-3
監修：東映アニメーション / イラスト：齋藤将嗣 / 一迅社刊。
『楽園追放2.0 楽園残響 -Godspeed You-』
2015年8月14日イベント先行発売、同年9月11日一般販売。2016年1月22日文庫版発売
著：大樹連司 / イラスト：齋藤将嗣 / Nitroplus Books刊。/ ハヤカワ文庫JA刊。/ ISBN 978-4-15-031215-2

### ゲーム
スーパーロボット大戦T
2019年3月20日発売のPlayStation 4・Nintendo Switch用ゲームソフト。本作のキャラクターとロボットが登場する。
スーパーロボット大戦X-Ω
iOS / Android用アプリゲーム。2020年5月に期間限定コラボイベントが開催され、本作のキャラクターとロボットが登場した。
機動戦隊アイアンサーガ
iOS / Android用アプリゲーム。2021年4月に期間限定コラボイベントが開催され、本作のキャラクターとロボットが登場した。

### パチスロ
パチスロ楽園追放
サミーより2021年9月6日に導入開始予定。

## 評価
上映劇場数13かつ期間限定上映でありながら、公開の初日と2日目の動員は1万7274人、興行収入は2900万円を突破。2014年11月15日から同30日までの動員は6万5854人、興行収入は1億772万5100円を記録し、最終的な興行収入は1.8億円を超え、2015年2月時点でBD/DVDの累計販売枚数は、原作なしオリジナル劇場公開作品としては異例の7万2000枚を超えている。
アンジェラのマテリアルボディはTwitterで注目されており、特に尻が称賛されているという。それに応える形で、2015年10月15日には尻を突き出したアンジェラが描かれた等尻大マウスパッドが、Softgarageから発売された。尻部分の高さが9cm、総重量が約3kgもあるため、マウスパッドとして使うのはほぼ不可能と評されている。
2015年5月11日には第24回日本映画批評家大賞アニメ部門作品賞の受賞が発表された。
BD完全生産限定版は、Amazonランキング大賞2015の上半期アニメDVD・ブルーレイで第1位、年間アニメDVD・ブルーレイで第2位となった。
2014年度 映画テレビ技術協会 映像技術賞、VFX-JAPANアワード2015優秀賞を受賞された。

## 続編
2024年1月27日、本作の続編となる劇場アニメ『楽園追放 心のレゾナンス』の制作が決定した。